# Kup europskih prvaka u rukometu 1964./65.
Ovo je šesto izdanje Kupa europskih prvaka u rukometu. Sudjelovalo je 20 momčadi. Nakon dva kruga izbacivanja igrale su se četvrtzavršnica, poluzavršnica i završnica. Hrvatska je imala svog predstavnika, zagrebački Medveščak, koji je predstavljao Jugoslaviju, a došao je do završnice. Završnica se prvi put nije igrala u Parizu, nego u Lyonu ().

## Turnir

### Poluzavršnica
- Dinamo Bukurešt -  Grasshopper Club Zürich 19:11
- Medveščak Zagreb -  Ajax Kopenhagen 20:24, 21:11

### Završnica
- Dinamo Bukurešt -  Medveščak Zagreb 13:11

- europski prvak:  Dinamo Bukurešt (prvi naslov)